# Magneto
Magneto, il cui vero nome è Max Eisenhardt, anche conosciuto come Erik Lehnsherr, è un personaggio dei fumetti statunitensi creato da Stan Lee (testi) e Jack Kirby (disegni), pubblicato dalla Marvel Comics.
Ispirato al supercattivo della DC Comics Dottor Polaris, Magneto apparve per la prima volta sulle pagine di The X-Men (vol. 1) n. 1 (settembre 1963), noto anche come Signore del magnetismo. È un mutante in grado di generare e controllare campi magnetici e attraverso di essi controllare e manipolare i metalli, soprattutto ferrosi. Magneto considera i mutanti evolutivamente superiori agli umani e rifiuta la possibilità di una pacifica coesistenza uomo-mutante; inizialmente mirava a conquistare il mondo per consentire ai mutanti, a cui si riferisce come homo superior, di sostituire gli umani come specie dominante. Da allora gli scrittori hanno approfondito le sue origini e motivazioni, rivelando che è un sopravvissuto all'Olocausto i cui metodi estremi e la cui filosofia cinica derivano dalla sua determinazione a proteggere i mutanti dal subire un destino simile per mano di un mondo che teme e perseguita i mutanti.
È un vecchio amico del professor Charles Xavier, il protettore e mentore degli X-Men, ma le loro diverse filosofie causano a volte una spaccatura nella loro amicizia. Tra i più potenti ed influenti mutanti della Terra, nella sua storia editoriale ha ricoperto diversi ruoli: inizialmente un supercriminale che è stato la principale nemesi degli X-Men, successivamente è diventato un loro membro ed un supereroe; ultimamente ricopre anche la figura di antieroe assieme a Ciclope (l'ex leader degli X-Men, diventato nel frattempo un ricercato dalle autorità).
La storia della creazione del personaggio è stata paragonata al leader dei diritti civili Malcolm X e al fondatore della Lega di Difesa Ebraica Meir Kahane. Magneto si è classificato al primo posto nella classifica di IGN dei cento più grandi cattivi e antieroi della storia dei fumetti. È stato inserito al 17º posto nella classifica dei 100 più grandi antieroi mai creati da Wizard, ed è stato classificato come il 9° personaggio dei fumetti più grande nella lista dei 200 migliori personaggi, risultando il secondo miglior antieroe in quella lista.

## Storia editoriale
Apparso per la prima volta su The X-Men n. 1 (settembre 1963), Magneto fece la sua comparsa come primo e principale avversario del team di giovani mutanti che davano il titolo alla testata. Benché sia stato quasi sempre presente all'interno dei vari titoli dedicati ai mutanti, la prima miniserie a lui dedicata intitolata Magneto (novembre 1996 - febbraio 1997), scritta da Peter Milligan e Jorge González e disegnata da Kelley Jones, raccontava del periodo in cui si credeva che fosse stato ringiovanito e soffrisse di amnesia, facendosi chiamare Joseph; fu poi rivelato che questi era un clone. Nel periodo in cui ottenne la sovranità dell'isola di Genosha vennero pubblicate altre due miniserie dal titolo Magneto Rex (scritta da Joe Pruett e disegnata da Brandon Peterson) e Magneto: Dark Seduction (scritta da Fabian Nicieza e disegnata da Roger Cruz). L'ultima, in ordine cronologico, è stata X-Men: Magneto Testament, scritta da Greg Pak e disegnata da Carmine Di Giandomenico, con la quale si mettevano finalmente in chiaro le origini ebree e l'esperienza dell'olocausto del Signore del magnetismo e veniva rivelato il suo vero nome.

## Biografia del personaggio

### Origini
Max Eisenhardt nasce negli anni '20 a Norimberga, in Germania, da una famiglia borghese ebrea. In gioventù, si innamora di una giovane di etnia rom, Magda e, dopo aver vinto un trofeo scolastico, viene accusato di aver imbrogliato poiché, in quanto ebreo, ritenuto incapace di vincere una manifestazione sportiva.
In seguito all'aggravarsi della situazione razziale in Germania, all'alba dell'emanazione delle leggi di Norimberga nel 1935, la sua famiglia fugge in Polonia, dove viene catturata durante l'invasione tedesca e confinata nel ghetto di Varsavia. Quando, nel 1942, i tedeschi rastrellano il ghetto e deportano gli ebrei nel campo di Treblinka, Max e la sua famiglia si danno alla fuga ma vengono rintracciati dai nazisti. Suo padre, sua madre e sua sorella vengono uccisi, Max si salva per miracolo. Dopo un po', il giovane viene comunque trovato e condotto ad Auschwitz, dove diviene un Sonderkommando e si riunisce al suo amore adolescenziale, Magda, con la quale fugge durante una rivolta. I due si nascondono in Carpazia ed hanno una figlia di nome Anya.
Dopo poco, Max assume una nuova identità, quella di Erik Lehnsherr, e si nasconde tra le comunità rom, facendosi talvolta chiamare Magnus. Insoddisfatto della vita nel villaggio, la piccola famiglia si trasferisce a Vinnytsia, in Ucraina. Qui Erik si rende conto, per la prima volta, di avere dei poteri mutanti quando scaglia un piede di porco contro il suo datore di lavoro. Rientrato a casa, trova la sua dimora data alle fiamme dagli abitanti della comunità terrorizzati dai suoi poteri. Distrutto dal dolore per la morte della figlia, Erik uccide senza pietà i membri del villaggio. Sua moglie Magda, spaventata, fugge da lui e si nasconde in Transia.
Erik parte per Israele e si stabilisce ad Haifa dove, sotto lo pseudonimo di Erik Magnus, lavora come volontario per le cure delle vittime dell'Olocausto. Qui conosce e stringe amicizia con Charles Xavier, con cui scambia opinioni sulla possibile coesistenza tra mutanti e umani. I due uniscono le forze per salvare una loro amica, Gabrielle Haller, dal Barone von Strucker e dai suoi agenti dell'Hydra e rivelano l'uno all'altro di essere mutanti. Alla fine, Erik si impadronisce dell'oro nazista in mano all'Hydra e scompare nel nulla, consapevole che i suoi punti di vista sono inconciliabili con quelli dell'amico Xavier.

### Ascesa
Erik inizia a lavorare per un'agenzia segreta, diventando un cacciatore di nazisti con il nome in codice di Magneto. Il suo lavoro, però, finisce per scontrarsi con interessi trasversali dell'agenzia, la quale tenta quindi di disfarsi di lui. Sfuggito ai tentativi di omicidio, l'ennesimo affronto porta Magneto a convincersi di farla finita con il genere umano, giurando di lottare per la supremazia dei mutanti. Magneto, fin dall'inizio, non esita a ricorrere alla forza pur di proteggere i suoi simili e vederli prosperare. La sua prima azione criminale si concretizza nell'attacco alla base americana di Cape Citadel, dove tenta di rubare alcuni missili per utilizzarli contro gli umani. Il suo tentativo viene però sventato dagli X-Men, la squadra di eroi mutanti appena formata dal suo vecchio amico, Charles Xavier.
In seguito, Magneto, creato l'Asteroide M (Asteroid M), base orbitante in cui accogliere i mutanti per allontanarli dagli umani, fonda la Confraternita dei Mutanti Malvagi (Brotherhood of Evil Mutants) squadra di mutanti al suo servizio la cui prima incarnazione consiste in Astra (che però abbandona il gruppo prima dell'inizio delle attività), Mastermind, Toad, e i gemelli Quicksilver e Scarlet. Dopo numerose sconfitte, la prima iterazione della Confraternita giunge a termine con l'arrivo sulla Terra della misteriosa entità nota come Straniero che porta lui e Toad sul proprio pianeta d'origine. Al suo ritorno, la squadra si scioglie a causa dell'addio di Quicksilver e Scarlet, mai pienamente convinti dei piani malvagi della Confraternita.
Magneto prova a riportare Scarlet e Quicksilver tra i ranghi, costringendoli a partire con lui per chiedere alle Nazioni Unite che venga riconosciuta l'indipendenza di una nazione di mutanti. Quicksilver invia una richiesta d'aiuto agli X-Men e ai Vendicatori e, dallo scontro presso la sua base insulare segreta, Magneto esce sconfitto e costretto alla fuga. Mentre è in volo, però, il Signore del Magnetismo viene scaraventato nell'oceano da Toad, ormai stanco dei suoi soprusi. Magneto, creduto morto da tutti, riesce a rifugiarsi nella Terra Selvaggia. Dopo aver artificialmente creato i primi mutati all'interno dei confini della Terra Selvaggia, si scontra con Ka-Zar e gli X-Men. Sconfitto, viene dato nuovamente per disperso.
Magneto torna alla carica più volte ma i suoi tentativi vengono sempre guastati dai vari gruppi di eroi contro cui sui scontra: Vendicatori, X-Men, Inumani e Difensori. Tempo dopo, utilizzando un'avanzata ed antica tecnologia recuperata vicino al nucleo della Terra, prova a dar vita ad un umanoide artificiale chiamato Alpha. Ribellatosi contro il proprio creatore, Alpha utilizza i propri poteri per far regredire Magneto fisicamente all'infanzia. Deciso a proteggere il vecchio amico, Xavier lo affida alle cure di Moira MacTaggart sull'isola di Muir. Qui, la genetista tenta di modificare geneticamente il mutante, per provare ad eliminare la malvagità dalla sua personalità. Ritornato adulto grazie all'intervento dell'alieno Shi'ar noto come Erik il Rosso (Erik the Red), Magneto decide di modificare il proprio processo di crescita così da guadagnare una seconda giovinezza. Tornato adulto e in forze, le modifiche genetiche introdotte da Moira paiono dissiparsi.
Magneto rimette quindi insieme la Confraternita, formata stavolta da Burner, Lifter, Peeper, Shocker e Slither, ma questa iterazione dura poco. Sconfitto da Capitan America, il Signore del Magnetismo abbandona ancora una volta la squadra. Ritiratosi temporaneamente, gli effetti degli interventi della dottoressa MacTaggart cominciano a fare effetto sulla mente di Magneto. Un ennesimo scontro con gli X-Men porta quasi alla morte della giovane mutante ebrea, Kitty Pryde, e induce Magneto a riconsiderare la sua vita e le sue azioni.

### Redenzione
Ritiratosi dalla vita criminale, Magneto scopre che Scarlet e Quicksilver, ex membri della sua Confraternita, sono in realtà il frutto della sua relazione con Magda. In occasione del matrimonio di Scarlet con il sintezoide Visione e della nascita della piccola Luna, figlia di Quicksilver e l'inumana Crystal, Magneto tenta di riconciliarsi con i figli da tempo perduti, ma viene respinto per i crimini commessi in passato.
Poco tempo dopo, assieme agli X-Men, i Vendicatori e numerosi supercriminali, viene rapito dall'entità aliena nota come l'Arcano e portato sul pianeta Battleworld con lo scopo di combattere in una lotta all'ultimo sangue che sarebbe stata definita come Guerre Segrete. Durante questo periodo, fra la sorpresa di molti che lo ritenevano un criminale, Magneto si schiera al fianco degli eroi venendo difeso da Capitan America e Wasp, che sviluppa nei suoi confronti una certa attrazione.
Ritornato sulla Terra, l'arrivo improvviso di Warlock sul pianeta distrugge l'Asteroide M sul quale Magneto aveva trovato ancora una volta rifugio, facendolo precipitare nell'Oceano Atlantico dove viene soccorso e curato dalla capitana Lee Forrester con la quale comincia una breve relazione. Dopo essersi ristabilito, Magneto aiuta nuovamente gli X-Men dopo l'arrivo dell'Arcano sulla Terra, il quale dà il via alle nuove Guerre Segrete.
Sventata la minaccia, Magneto decide di pagare per le atrocità commesse in passato e si consegna alla giustizia. Un tribunale istituito all'uopo, lo scagiona dai crimini commessi partendo dal presupposto che, quello consegnatosi alla giustizia, è un Magneto nuovo, rinato dopo essere stato trasformato in bambino. Il processo viene infine interrotto dall'attacco dei due mutanti noti come Fenris, figli del Barone von Strucker. L'attacco riduce in fin di vita Xavier, il quale, convinto che il vecchio amico sia finalmente cambiato, gli affida la presidenza della scuola, la guida degli X-Men e la tutela dei Nuovi Mutanti. Ravvisato il cambiamento, Scarlet e Quicksilver decidono quindi di riconoscere Magneto come loro genitore. Il suo compito come tutore si mostra fin da subito arduo. I Nuovi Mutanti sono ancora traumatizzati dalla recenti Guerre Segrete e, pertanto, l'ex Signore del Magnetismo si vede costretto a chiedere l'aiuto di Emma Frost, direttrice della concorrente Massachusetts Academy e Regina Bianca del Club infernale, che, con il pretesto di aiutarli, li manipola per farli scontrare con i Vendicatori.
Riportato in tribunale, utilizzò uno strumento recuperato dai rottami dell'Asteroide M per far sì che il giudice lo scagionasse da tutte le accuse assolvendolo anche dai suoi passati crimini, cosa che infiammò il malcontento dell'opinione pubblica contro i mutanti in generale. Venuto a conoscenza del massacro dei Morlock nelle fogne di New York City, assieme a Tempesta decise di prendere il comando del Club infernale come Re Bianco. Incapace di prevenire la fuga di Sunspot e Warlock dalla scuola e la morte di Cypher, Magneto vide sempre più crescere la distanza con i suoi studenti, accentuata dopo gli eventi di Inferno e l'apparente morte in diretta TV degli X-Men. Contemporaneamente impegnato nella scalata del Club, rivelò al Re Nero Sebastian Shaw il suo piano per preparare un esercito per il prossimo conflitto fra umani e mutanti prima di cacciarlo ed assumere il titolo di Re Grigio. Dopo che i Nuovi Mutanti decisero tagliare i ponti, Magneto si installò nella Terra Selvaggia dove assieme a Nick Fury, Ka-Zar e Rogue, con la quale intrecciò una breve relazione, cercò di restaurare la pace prima di uccidere la sacerdotessa Zaladane (sorellastra malvagia di un'altra figlia di Magneto, Lorna Dane conosciuta come Polaris) rinunciando così a seguire il sogno di Xavier.

### Avalon e Genosha
Stanco dello stato di costante conflitto con i governi umani e i vari gruppi di supereroi, Magneto costruì un secondo Asteroide M chiamato Avalon posizionandolo in orbita attorno alla Terra dove sperava di trascorrere una vita tranquilla. Visto come un punto di riferimento attorno al quale raccogliersi per portare avanti la sua dottrina, Magneto fu avvicinato da un gruppo di mutanti noti come Accoliti guidati da Fabian Cortez che lo ammaliò con i suoi poteri facendo in modo che proclamasse Avalon rifugio per tutti i mutanti puntando dei missili nucleari sovietici verso la Terra per garantire la sicurezza di quanti a bordo. Scoperto che durante il periodo in cui era stato riportato all'infanzia e preso in custodia da Moira MacTaggart aveva subito delle modificazioni genetiche, rapì la genetista con lo scopo di vendicarsi riuscendo perfino a torturarla prima che gli X-Men raggiungessero Avalon per liberarla quasi in contemporanea con l'attivazione di un satellite russo che distrusse la base orbitante. Tradito ed abbandonato da Cortez, rifiutò la proposta di Xavier di mettersi in salvo ed assieme agli Accoliti sembrò morire nell'esplosione. Si scoprì poi che sopravvisse grazie all'aiuto dell'accolito Chrome che lo protesse utilizzando i suoi poteri.
In risposta all'ennesima salita al potere di Magneto ed alla costruzione e messa in orbita di un nuovo Avalon, il Consiglio di sicurezza delle Nazioni Unite attivò i "Protocolli Magneto" consistenti in una rete di satelliti in orbita attorno alla Terra con il compito di impedirgli di utilizzare i suoi poteri; in risposta, Magneto generò un impulso elettromagnetico che non solo mise fuori uso la rete ma anche tutti i dispositivi elettronici del pianeta per qualche minuto costringendo gli X-Men ad intervenire assaltando Avalon e risultando in uno scontro nel quale Magneto strappò l'adamantio dallo scheletro di Wolverine, costringendo così Xavier a lobotomizzarlo lasciandolo in uno stato di coma. Le azioni di Xavier portarono poi alla creazione dell'onnipotente Onslaught, amalgama dei poteri del signore del magnetismo e del leader degli X-Men. Rimasto a bordo di Avalon ormai sotto il controllo del mutante Exodus, Magneto venne accudito da Colosso fino alla distruzione della base orbitante ad opera di Olocausto fuggito dall'era di Apocalisse. Messo a bordo di una capsula di salvataggio diretta verso la Terra venne però intercettato dall'antica nemica Astra la quale lo clonò riportandolo in uno stato cosciente, fallendo nel tentativo di ucciderlo. Sconfitto il clone, che sopravvisse però senza memoria diventando per tutti Magneto ed entrando a far parte degli X-Men, il vero Magneto assunse l'identità di Erik il Rosso rivelando la parte avuta da Gambit nel massacro dei Morlock facendolo così espellere dal gruppo e uccidendo l'uomo che creò l'identità di "Erik Lehnsherr" impedendo a Sabra e Garielle Haller di scoprire quella vera. In seguito Magneto costruì una macchina per amplificare i suoi poteri, minacciando il mondo di invertire i poli se non gli fosse stata concessa una nazione in cui la sua specie avrebbe potuto vivere in pace. Benché l'intervento degli X-Men e il sacrificio del clone Joseph per ripristinare il campo magnetico abbia portato alla sua ennesima sconfitta l'O.N.U., dietro proposta di Alda Huxley, concesse a Magneto di governare l'isola di Genosha senza però riconoscerla ufficialmente. Governando l'isola con l'aiuto degli Accoliti, fece iniziare una guerra civile con gli umani che in passato avevano brutalizzato la sua specie fino a quando, sconfitte le opposizioni, cominciò a radunare un esercito di mutanti con il quale sottomettere l'umanità. Catturato Xavier per utilizzarlo come simbolo del fallito ideale di coesistenza pacifica, Magneto fu in ultimo nuovamente sconfitto dagli X-Men e ferito gravemente da Wolverine.

### Xorn

Magneto insieme ad altri mutanti. Disegni di Mico Suayan.

Costretto su una sedia a rotelle ed in via di guarigione per le ferite riportate, Magneto e i 16 milioni di abitanti di Genosha vennero sterminati dalle Megasentinelle inviate da Cassandra Nova, perduta gemella di Xavier. Occupato a registrare in una scatola nera gli ultimi momenti di vita dei genoshani per farli così vivere per sempre nell'etere, Magneto viene confermato tra le numerose vittime della tragedia da Polaris che proprio in quel periodo aveva avuto la conferma di essere sua figlia biologica.
A questo punto la biografia è soggetta a controversie: secondo lo scrittore Grant Morrison, all'epoca autore della testata X-Men: Legacy, Magneto sopravvisse alla distruzione dell'isola e si diresse in Cina dove creò l'identità del mutante Xorn (guaritore con al posto della testa una stella ed obbligato quindi ad indossare un elmetto speciale per contenerla; si è poi scoperto che l'elmetto bloccava l'uso della telepatia). Imprigionato dalle forze governative, venne poi venduto agli U-Mani e soccorso dagli X-Men che gli offrirono un posto da insegnante allo Xavier Institute, dove li aiutò a sconfiggere un'infezione da Nanosentinelle e riparare il danno alla spina dorsale di Xavier, permettendogli di camminare di nuovo. Impegnato ad istruire una classe di mutanti "speciali" e mostrare il proprio supporto per il sogno della coesistenza pacifica, mentre la morte di Magneto l'aveva consacrato a martire per la causa mutante, il coincidere della rivolta dell'open day nella quale Sophie perse la vita, l'omicidio di Emma Frost, il malcontento dei suoi studenti, l'alleanza con la Naiade Esme e Toad e l'assunzione della droga "Kick" (forma virale con la quale Sublime infettava e controllava i suoi ospiti) funsero da catalizzatore alla rivelazione della sua messa in scena. Durante gli eventi di Pianeta X distrusse quindi l'istituto, catturò Xavier e conquistò Manhattan uccidendo centinaia di umani, venendo infine decapitato da Wolverine non prima però di aver convogliato tutta la sua energia in Jean Grey causandone la morte.
Non volendo dipingere il personaggio di Magneto come un genocida la Marvel decise di ricorrere all'espediente del retconning per spiegare le azioni di quest'ultimo: nella serie Excalibur Magneto incontrò Xavier fra le rovine di Genosha raccontandogli di come fosse sopravvissuto alla distruzione e di come fosse poi rimasto nascosto sull'isola, proclamando che quel "Magneto" altri non era che un impostore. Questa tesi è poi stata rafforzata prima dall'apparizione di un secondo Xorn, gemello del primo, che affermava la colpevolezza del fratello per le azioni compiute e poi da un incontro ravvicinato tra Xorn, in forma di pura energia, e lo stesso Magneto.

### House of M

Magneto e i suoi alleati. Disegni di Greg Land.

Tormentata da visioni riguardanti due bambini, Scarlet cadde preda di un terribile crollo mentale quando ricordò la scomparsa dei suoi figli ed inavvertitamente cominciò a modificare la realtà portando alla dissoluzione dei Vendicatori. Posta in uno stato di coma dal Dr. Strange, venne presa in custodia da Magneto (che rivelò così a tutti di essere vivo) e portata a Genosha cosicché Xavier potesse aiutarla, anche se con il trascorrere dei mesi lo stato di salute psichico della donna non accennava a migliorare. Riuniti X-Men e Vendicatori, Xavier chiese consiglio su come gestire la situazione e si mostrò sorpreso quando alcuni di essi proposero di ucciderla per impedire che i suoi poteri distruggessero la realtà, alimentati dalla sua follia. Deciso a salvare la sorella, dopo aver spiato la conversazione, Quicksilver pregò il padre di intervenire prima di chiedere alla sorella di modificare la realtà dando vita ad House of M: in questa, tutti i desideri più intimi dei supereroi di Terra-616 furono avverati e i mutanti divennero la specie dominante guidati dalla Casata di M, ovvero Magneto e i suoi figli. A lungo andare, grazie a Wolverine (unico a ricordare il mondo come era prima a causa del suo desiderio di ricordare tutto il proprio passato), le memorie degli eroi vennero ripristinate dalla giovane Layla Miller, che prese anche parte alla spedizione diretta a Genosha per liberare Xavier e riportare tutto come era prima. Durante la battaglia Layla riuscì a ripristinare la memoria di Magneto che immediatamente si confrontò col figlio, accusandolo di aver fatto tutto questo usando il suo nome e i poteri della sorella; in preda all'ira nei confronti del padre, Quicksilver affermò che lui avrebbe lasciato morire Scarlet. Furioso, Magneto uccise il figlio che venne però riportato in vita da Scarlet che accusò il genitore di aver sempre messo davanti a loro la sua guerra contro gli umani. Decidendo che non ci sarebbero stati più mutanti, prima di ripristinare la realtà pronuncia un incantesimo che estirpa il gene-X dal 98% dei loro simili. Ritornati a Genosha, gli X-Men scoprirono che Magneto non possedeva più i suoi poteri e Wolverine decise di risparmiarlo punendolo con una vita da "sapiens".

### Il Collettivo
Attaccato dall'energia mutante residua derivata dall'incantesimo di Scarlet che prese possesso del mutante Michael Pointer, Magneto venne soccorso in battaglia da Iron Man, Ms. Marvel, Sentry e Daisy Johnson. Scoperto che l'energia era sotto il controllo di Xorn, che in qualche modo riuscì a sopravvivere alla distruzione del suo corpo fisico, Sentry la estirpò dai corpi di Michael e Magneto spedendola sul sole. Arrestato dallo S.H.I.E.L.D., l'elicottero su cui Magneto venne fatto salire non fece in tempo a decollare che esplose colpito da un razzo.

### Divisi resistiamo
Ritornato in scena al termine di Messiah Complex senza poteri, dietro richiesta di Exodus partecipò alla riparazione della mente di Xavier colpita da un proiettile sparatogli contro da Alfiere. Attaccato da Frenzy, riuscì a metterla fuori gioco grazie all'utilizzo di un laser chirurgico diretto in uno dei suoi occhi con il quale le recise alcune connessioni nervose. Infuriato per la menomazione di uno dei suoi sottoposti Exodus cominciò a soffocarlo con la sua telecinesi prima di essere interrotto da Xavier che lo impegnò in un combattimento sul piano astrale.
Apparso a San Francisco durante i festeggiamenti per il trasferimento degli X-Men nella metropoli californiana, Magneto con indosso il suo vecchio costume fece mostra dei suoi poteri attivando un gruppo di Sentinelle da esposizione con lo scopo di distrarre gli X-Men mentre l'Alto Evoluzionario lobotomizzava il Celestiale del Golden Gate Park. Scopertosi che in realtà Magneto utilizzava un avanzato esoscheletro per mimare quelli che erano i suoi poteri, gli X-Men arrivarono troppo tardi per fermare l'Evoluzionario che riuscì a fuggire. Tempo dopo, in orbita attorno alla Terra i due sperimentano il potere del Celestiale creando una macchina che permise a Magneto di riacquistare definitivamente i suoi poteri, benché non sia chiaro se il suo gene-X sia stato riattivato nel processo.

### Nazione X
Conscio che il suo tempo e quello di Xavier sono ormai passati, Magneto decise di far visita ad Utopia chiedendo a Ciclope di ammetterlo fra gli X-Men e comunicandogli tutta la sua stima per essere riuscito a compiere quello che lui non ha potuto, ovvero riunire tutto il genere mutante sotto un'unica bandiera. Attaccati improvvisamente da un gruppo di Predatori X, Magneto ne sconfisse uno prima di cadere preda della spossatezza per l'uso prolungato dei suoi poteri. Ricoverato presso l'infermeria, accettò la proposta dell'X-Club di fungere da dinamo per i motori dell'isola in modo da non farla affondare, convincendo poi Namor a costruire sotto di essa un pilastro che potesse sostenerla ed attorno al quale gli atlantidei potessero ricostruire la loro civiltà. Venuto a conoscenza delle sue azioni, Ciclope gli rinfacciò di non aver seguito la catena di comando e che non avrebbe mai avuto la sua fiducia; amareggiato, Magneto si recò sul monte Tamalpais dove cominciò a meditare per riportare sulla Terra il missile all'interno del quale Kitty Pryde era intrappolata vagando per l'universo. Riuscito nella sua faticosa impresa fra lo stupore generale degli X-Men, cadde in uno stato di coma.
Durante la lunga notte di Necrosha, Magneto assieme a Rogue e ad un manipolo di X-Men vennero inviati sull'isola Muir dove furono attaccati da un risorto Proteus fra le rovine del laboratorio di Moira MacTaggert. Dopo una spossante battaglia, Magneto riuscì a frammentare l'energia vitale del nemico dichiarando però di non averlo distrutto definitivamente. Al ritorno su Utopia, mostrò ancora di provare dei sentimenti per Rogue e i due si scambiarono un bacio (frutto del feedback dell'attrazione che Rogue provava nei suoi confronti) durante il periodo in cui la ragazza fungeva da contenitore per i poteri telepatici delle Naiadi.
Risvegliatosi dal coma all'arrivo della messia Hope Summers su Utopia, Magneto non assistette al funerale di Nightcrawler perché ricoverato in infermeria. Ripresosi abbastanza, partecipò allo scontro con i Nimrod provenienti dal futuro impegnati a distruggere l'isola riuscendo così a difendere gli altri degenti.

### Avengers vs X-Men
Con il ritorno dell'entità Fenice sulla Terra per possedere Hope Summers, Magneto fu tra gli X-Men che impegnarono subito i Vendicatori, scontrandosi con Iron Man; quando i Vendicatori usarono un congegno per distruggere Fenice, che però fallì dividendo la sua energia tra 5 mutanti (Ciclope, Emma Frost, Namor, Colosso e Magik), Magneto fu inizialmente contento della creazione di Utopia, ma vide molto presto che Ciclope stava seguendo la sua stessa strada; sollecitato dalla richiesta di Xavier (e convinto definitivamente dalla sua morte per mano di Ciclope), passò con gli altri X-Men dalla parte dei Vendicatori contro i Cinque della Fenice. Sconfitto Ciclope, Magneto trovò il modo di comunicare con lui tramite una manciata di minerale ferroso che Ciclope nascondeva in un calzino; insieme a Psylocke ed altri, Magneto lo fece evadere e essi crearono una nuova formazione di X-Men, in un mondo in cui i mutanti stavano riaffacciandosi a causa del potere di Fenice: un mondo in cui i mutanti erano temuti ed odiati, come agli inizi.

### Gli incredibili X-Men
Magneto diventò un insegnante alla New Xavier School, la scuola segreta fondata da Ciclope in Canada. Dopo aver visitato Madripoor ed aver scoperto che Mistyca l'aveva trasformata in un "paradiso mutante" (in realtà più simile alle favelas brasiliane) Magneto tentò di ucciderla e poi abbandonò gli X-Men, tornando a lavorare in proprio.
Dopo aver distrutto un laboratorio dove venivano create nuove Sentinelle, tornerà a Madripoor per liberare Dazzler da Mystica e portarla alla New Xavier School, e la aiuterà nello scontro con le sentinelle dello S.H.I.E.L.D.controllate da Bestia Nera.
Successivamente si allea con una donna zoppa di nome Brian, che gli fornisce informazioni per trovare i Marauders, dei mutanti killer che sterminarono i Morlok, dei mutanti reietti, su ordine di Sinistro. Magneto uccide quindi tutti i Marauders, eccetto Malice, Sabretooth e Scalphunter (al quale amputa gli arti). Successivamente riprogamma i loro cloni (anche di Sabretooth e di Scalphunter) in modo che quando verranno risvegliati obbediranno a lui.

### Avengers & X-Men: Axis
Magneto attacca Genosha, che ora è un campo di concentramento gestito da Teschio Rosso. Viene catturato, ma in seguito liberato dagli Uncanny Avengers.

## Poteri e abilità
Magneto è uno dei mutanti più potenti della Terra (classificato come "di classe quattro" nei film sugli X-Men). Il suo potere principale consiste nel poter manipolare i campi elettromagnetici, e dunque primariamente i metalli. Il massimo quantitativo di materia che può manipolare contemporaneamente è sconosciuto. Più volte è stato in grado di spostare degli enormi asteroidi, e ha fatto levitare senza sforzo un sottomarino nucleare di 30000 tonnellate. Le sue abilità si estendono fino al livello atomico, cosa che gli permette di manipolare le strutture chimiche e di riorganizzare la materia, anche se questo è spesso un compito per lui faticoso. Magneto può manipolare un gran numero di singoli oggetti contemporaneamente e con i suoi poteri è stato in grado di assemblare macchinari complessi. In misura minore può influenzare anche oggetti non metallici e non magnetici, e può far levitare se stesso e gli altri (sempre tramite il controllo dei campi elettromagnetici). Può inoltre generare degli impulsi elettromagnetici di grande forza e generare e manipolare l'energia elettromagnetica fino al livello dei fotoni. Può diventare invisibile curvando la luce intorno al suo corpo. Un altro modo in cui Magneto usa spesso il suo potere è la proiezione di campi di forza che possono bloccare selettivamente materia ed energia. Questi campi sono abbastanza forti da resistere alla detonazione di molteplici armi termonucleari, per cui Magneto è invulnerabile a molti danni quando circondato dal suo scudo e grazie a esso può sopravvivere temporaneamente nello spazio profondo. Egli può anche incanalare i suoi poteri attraverso il proprio corpo per aumentare la sua resistenza e durata ben oltre i limiti umani e ha un tempo di reazione di base quindici volte più breve di quello degli esseri umani normali. In un'occasione egli ha alterato il comportamento dei campi gravitazionali attorno a lui, cosa che viene attribuita all'esistenza di un campo unificato che egli può manipolare. Ha dimostrato la capacità di produrre wormhole e di teletrasportare in sicurezza se stesso ed altri attraverso il wormhole.
Magneto è stato spesso descritto come in grado di resistere ai più forti o più inaspettati attacchi telepatici. Sono state proposte varie spiegazioni per la sua insolitamente forte resistenza alla telepatia, tra cui: (a) gli viene conferita tramite la tecnologia cablata nel suo casco (spiegazione fornita anche nella serie di film sugli X-Men), (b) qualche aspetto fisico dei suoi poteri elettromagnetici possono interferire con la telepatia (una volta ha usato il campo magnetico della Terra per smorzare i poteri di tutti i telepati alla sua portata), (c) ha dei poteri telepatici latenti o (d) resiste grazie alla sua pura forza di volontà. Il tema dei poteri telepatici latenti è stato esplorato in una serie di storie, tra cui quella delle Guerre segrete. In alcune delle sue prime apparizioni, Magneto è stato descritto come capace di impegnarsi nella proiezione astrale (similmente a quanto possono fare i mutanti telepati). Ha anche, in rare occasioni, dimostrato la capacità di leggere i sogni di altri, di inviare comandi telepatici, e di sondare le menti altrui. Ha dimostrato la capacità di proteggere la sua mente tramite intensa meditazione, così completamente che persino Emma Frost non è stata in grado di leggere i suoi pensieri, pur essendo direttamente di fronte a lui e tentando attivamente di farlo.
Nella serie X-Men: Legacy, durante uno scontro con Legione, questi lo priverà del casco e lo stenderà telepaticamente. È possibile, però, che visto che in quel periodo i suoi poteri erano minori, indossasse il casco per proteggersi.
In aggiunta ai suoi poteri, Magneto ha molte altre abilità. È un genio con competenze in vari campi della scienza avanzata, soprattutto nella manipolazione genetica, fisica delle particelle, ingegneria, e in altri campi della tecnologia. Ha progettato armi avanzate, stazioni spaziali, forme di vita umanoidi dotate di superpoteri, dispositivi che generano vulcani e terremoti, dispositivi che bloccano la telepatia, e dispositivi in grado di vanificare tutti i poteri mutanti tranne che il proprio. Ha ricostruito dei dispositivi computerizzati basandosi unicamente sulla sua memoria. Parla correntemente molte lingue umane e una volta ha da solo decifrato la lingua sconosciuta di una civiltà perduta. Possiede una straordinaria abilità nel "leggere" le microespressioni sui volti altrui rilevando cosa stanno pensando e provando. È anche un maestro stratega e tattico con una vasta esperienza di combattimento, e spesso ha avuto successo in combattimento da singolo contro interi gruppi di avversari sovrumani. Ha anche un po' di addestramento militare nel combattimento corpo a corpo e ha dimostrato di essere efficace con i pugni, ma preferisce usare i suoi poteri quando si trova in situazioni di combattimento.

## Altre versioni

### Ultimate

Magneto sulla copertina di Ultimate Magneto

La versione Ultimate di Magneto ha aspetto e poteri simili alla sua controparte classica ed è anch'esso a capo della Confraternita dei mutanti, tuttavia ha un retroscena narrativo diverso e contraddittorio: è subito consapevole del suo legame di parentela con Quicksilver e Scarlet, la moglie deceduta si chiama Isabel (e non Magda), ha collaborato con Xavier alla creazione della Terra selvaggia, dichiara di aver perduto la famiglia durante l'Olocausto. Inoltre, è lui il responsabile della paralisi di Xavier. Anche il carattere del personaggio differisce sostanzialmente, poiché è assai più tenebroso e cinico non facendosi scrupoli ad usare metodi terroristici per raggiungere il suo scopo. Il suo odio per gli umani è così profondo da pianificare più volte il loro genocidio vedendo in loro nient'altro se non insetti.
Durante il crossover Ultimatum, la morte dei figli lo spinge a dare vita ai suoi piani ed utilizzando il martello di Thor assieme ai suoi poteri causa catastrofi su scala mondiale come l'inondazione di New York City, il blizzard del regno di Destino e della maggior parte dell'Europa, terremoti ed eruzioni vulcaniche; grazie all'aiuto di Lorelei e il condizionamento di Madrox utilizza i doppi prodotti per fare esplodere le sedi del potere. Gli Ultimates e gli X-Men sopravvissuti si imbarcano in un viaggio per porre fine alla sua minaccia e raggiunta la sua fortezza volante danno il via ad un combattimento che costa la vita a Wolverine. Grazie all'arrivo di Nick Fury e a Jean Grey Magneto scopre la vera origine dei mutanti, ovvero la loro creazione accidentale per mano del governo e non la naturale evoluzione dell'uomo, e viene decapitato dai raggi ottici di Ciclope.

### Era di Apocalisse

Magneto sulla copertina di L'era di Apocalisse

Dopo l'accidentale morte di Charles Xavier per mano del suo stesso figlio, che viaggiò indietro nel tempo con lo scopo di uccidere Magneto, il signore del magnetismo fondò gli X-Men con lo scopo di opporsi al sempre crescente potere di Apocalisse riuscito infine ad impadronirsi nel Nord America. Sposato con Rogue e padre del piccolo Charles, Magneto venne catturato da Apocalisse in persona e soccorso dagli X-Men durante la battaglia finale nella quale utilizzando il Cristallo M'Kraan Alfiere riuscì a tornare indietro nel tempo per impedire l'omicidio di Xavier. Con le sue ultime forze Magneto squarcia a metà Apocalisse e stringendo a sé la moglie e il figlio assiste alla caduta di milioni di bombe nucleari sul Nord America. Nello stupore generale, una misteriosa forza impedisce l'esplosione delle testate e l'opinione pubblica presume sia opera del leader degli X-Men che con riluttanza decide di non svelare la verità. Diventato capo dell'ufficio per gli Affari Mutanti, riceve la visita di Sinistro che lo informa del ruolo svolto da Jean Grey nel fermare le testate e gli propone di mantenere segreto il fatto che la giovane sia ancora in vita a patto che non cerchino di liberarla. In seguito a numerosi attacchi da parte di X-Men presunti deceduti durante la battaglia finale con Apocalisse, Magneto è costretto a rivelare la verità alla sua squadra e permettere che questi si scontrino con i Sinistri Sei guidati da Sinistro in persona. Usciti vittoriosi dallo scontro gli X-Men vengono affidati alla guida di Jean Grey mentre Magneto si consegna alle autorità governative.

### Marvel Zombi
In questa realtà dove quasi tutti gli eroi sono stati infettati da un virus alieno che li rende simili a zombi, Magneto è uno dei pochi superesseri ad essere scampato al contagio. Rifugiatosi con un piccolo gruppo di umani nei tunnel della metropolitana di NYC, incontra Mr. Fantastic e lo salva dall'attacco degli zombi. Insieme i due riescono a portare i superstiti al portale dimensionale che conduce all'Universo Ultimate e mentre gli altri lo attraversano lui rimane indietro poiché consapevole di essere l'unico in grado di distruggerlo impedendo agli zombi di infettare un'altra dimensione. Svolto il suo compito, viene contattato dagli Accoliti che si offrono di inviare uno shuttle a prelevarlo ma per paura di estendere il contagio anche all'Asteroide M (in orbita attorno alla Terra ed unico luogo sicuro) rifiuta affermando che troverà un modo per arrivarvi. Tuttavia, viene preso alla sprovvista da un gruppo di zombi e riesce a decapitare Occhio di Falco e staccare la parte superiore del cranio di Colonnello America prima di essere morso da Wasp e fatto a pezzi da Thor e Hulk.

### Amalgam
Il Magneto dell'universo Amalgam è un eroe che per combattere il malvagio fratello Will Magnus ha creato i Magnetic Men (i Metal Men della DC fusi alla Confraternita dei mutanti malvagi della Marvel) robot completamente composti da metallo che hanno le caratteristiche e i poteri dei mutanti uccisi dal fratello Will.

## Altri media

### Cinema

#### Serie di filmX-Men

Magneto interpretato da Ian McKellen nel film X-Men - Conflitto finale.

Erik Lehnsherr, alias Magneto, è uno dei protagonisti della saga cinematografica degli X-Men nella quale esordisce come loro nemico giurato e antagonista principale del primo e terzo film; in seguito, assume posizioni meno estreme nei confronti degli X-Men arrivando a ricoprire un ruolo di antieroe, occasionalmente in loro appoggio. In questa serie, Magneto da maturo-anziano è interpretato da Ian McKellen, mentre è interpretato da giovane da Michael Fassbender. Compare in:
- X-Men (2000)[41]
- X-Men 2 (X2, 2003)[42]
- X-Men - Conflitto finale (X-Men: The Last Stand, 2006)[42]
- X-Men - L'inizio (X-Men: First Class, 2011)[43]
- Wolverine - L'immortale (The Wolverine, 2013)[44]
- X-Men - Giorni di un futuro passato (X-Men: Days of Future Past, 2014)[45]
- X-Men - Apocalisse (X-Men: Apocalypse, 2016)[46]
- X-Men: Dark Phoenix (Dark Phoenix, 2019)[46]

#### Marvel Cinematic Universe
- Avengers: Doomsday (2026)

### Televisione
Il personaggio appare nelle seguenti serie animate:
- L'Uomo Ragno (1967);
- The Fantastic Four (1978);
- L'Uomo Ragno (1981);
- L'Uomo Ragno e i suoi fantastici amici (1981);
- L'audacia degli X-Men (1989);
- Insuperabili X-Men (1992);
- X-Men: Evolution (2000);
- Wolverine e gli X-Men (2009);
- Super Hero Squad Show (2009);
- Disk Wars: Avengers (2014);
- X-Men '97 (2024);

### Videogiochi
Il personaggio è apparso nei seguenti videogiochi:
- The Uncanny X-Men
- X-Men: Madness in Murderworld
- X-Men
- X-Men 2: Clone Wars
- X-Men: Children of the Atom
- Marvel Super Heroes
- X-Men vs. Street Fighter
- X-Men: The Ravages of Apocalypse
- Marvel vs. Capcom: Clash of Super Heroes
- Marvel vs. Capcom 2: New Age of Heroes
- X-Men 2: La vendetta di Wolverine
- X-Men Legends
- X-Men Legends II: L'Era di Apocalisse
- Marvel Nemesis: L'Ascesa degli Esseri Imperfetti
- Marvel: La Grande Alleanza
- Marvel: La Grande Alleanza 2
- Marvel Super Hero Squad
- Marvel Super Hero Squad: The Infinity Gauntlet
- Marvel vs. Capcom 3: Fate of Two Worlds
- Ultimate Marvel vs. Capcom 3
- Marvel: Avengers Alliance
- LittleBigPlanet (costume per DLC)
- LEGO Marvel Super Heroes
- Marvel: Sfida dei campioni
- Marvel vs. Capcom: Infinite
- Marvel Future Fight
- Marvel Rivals

## Influenza culturale
Magneto, assieme a Titanium Man e Dinamo Cremisi, viene citato nella canzone di Paul McCartney intitolata Magneto and Titanium Man, comparsa nel 1975 sul disco Venus and Mars accreditato ai Wings.